# Gmina Wysokie
Die Gmina Wysokie ist eine Landgemeinde im Powiat Lubelski der Woiwodschaft Lublin in Polen. Ihr Sitz ist das gleichnamige Dorf mit etwa 600 Einwohnern.

## Gliederung
Zur Landgemeinde Wysokie gehören folgende Ortschaften mit einem Schulzenamt:
Antoniówka
Biskupie
Biskupie-Kolonia
Giełczew Pierwsza
Giełczew Druga
Giełczew-Doły
Giełczew-Kolonia
Guzówka
Kajetanów
Łosień
Maciejów Nowy
Maciejów Stary
Nowy Dwór
Radomirka
Rezerwa
Słupeczno
Spławy
Stolnikowizna
Wysokie
Zabłocie
Weitere Orte der Gemeinde sind Dragany und Jabłonowo.